# Liwa Zainebiyoun
Liwa Zainebiyoun (لواء زينبیون, « La Brigade du peuple de Zaynab ») ou Hezbollah Pakistan, est une milice islamiste chiite, formée par l'Iran et constituée de combattants pakistanais.

## Organisation
Le Liwa Zainebiyoun est formé en novembre 2014, ses combattants sont des chiites pakistanais résidant en Iran, ils sont recrutés dans les mêmes conditions que les Afghans de la Brigade des Fatimides.

## Effectifs
Fin 2016, le Liwa Zainebiyoun compte entre 1 000 à 2 000 combattants selon The Long War Journal. En 2017, Human Rights Watch, parle d'un millier d'hommes.

## Zones d'opérations
En Syrie, le Liwa Zainebiyoun participe à la bataille d'Alep.